# Thomas Munkelt
Thomas Munkelt (Zedtlitz, 3 augustus 1952), is een Oost-Duitse voormalige atleet.

## Biografie
Munkelt won in recordtijd in 1980 de gouden medaille op de 110 m horden. Munkelt werd ook tweemaal Europees kampioen. Hij beëindigde zijn carrière nadat zijn vaderland de Olympische Zomerspelen 1984 boycotte.

## Persoonlijke records
| Onderdeel   | Prestatie | Jaar |
| ----------- | --------- | ---- |
| 100m        | 10,37s    | 1980 |
| 110m horden | 13,37s    | 1977 |

## Palmares

### 60m horden
- 1973:  EK indoor - 7,81 s
- 1977:  EK indoor - 7,62 s
- 1978:  EK indoor - 7,62 s
- 1979:  EK indoor - 7,59 s
- 1983:  EK indoor - 7,48 s

### 110m horden
- 1974: 4e EK - 13,72 s
- 1976: 5e OS - 13,44 s
- 1978:  EK - 13,54 s
- 1979:  Universiade - 13,50 s
- 1980:  OS - 13,39 s
- 1982:  EK - 13,41 s
- 1983: 5e WK - 13,66 s

### 4x100m estafette
- 1980: 5e OS - 38,73s
- 1982:  EK - 38,71 s

1896: Tom Curtis ·
1900: Alvin Kraenzlein ·
1904: Frederick Schule ·
1908: Forrest Smithson ·
1912: Fred Kelly ·
1920: Earl Thomson ·
1924: Daniel Kinsey ·
1928: Sydney Atkinson ·
1932: George Saling ·
1936: Forrest Towns ·
1948: William Porter ·
1952: Harrison Dillard ·
1956: Lee Calhoun ·
1960: Lee Calhoun ·
1964: Hayes Jones ·
1968: Willie Davenport ·
1972: Rod Milburn ·
1976: Guy Drut ·
1980: Thomas Munkelt ·
1984: Roger Kingdom ·
1988: Roger Kingdom ·
1992: Mark McKoy ·
1996: Allen Johnson ·
2000: Anier García ·
2004: Liu Xiang ·
2008: Dayron Robles ·
2012: Aries Merritt ·
2016: Omar McLeod ·
2020: Hansle Parchment ·
2024: Grant Holloway
- World Athletics: 14354850